# Minka Nijhuis
Minka Nijhuis (* 1958 in Rijssen, Niederlande) ist eine niederländische Kriegsreporterin und Autorin. Als Freiberuflerin arbeitet sie für Trouw, Vrij Nederland und verschiedene Radiostationen.
Nijhuis studierte unter anderem Psychologie und Kommunikationswissenschaften an der Universität Amsterdam. Nach ihrem Studium reiste sie 1989 nach Kambodscha, um den Abzug der vietnamesischen Armee mitzuerleben. Erst auf dieser Reise entschied sie sich Reporterin zu werden.
Am 30. August 2019 zeichnete Francisco Guterres, der Präsident des inzwischen unabhängigen Osttimors Nijhuis mit der Medaille des Ordem de Timor-Leste aus. Außerdem erhielt sie mehrfach Preise für ihre journalistische Arbeit, so mit dem Prix des Ambassadeurs. Sie berichtete aus Afghanistan, Kosovo, dem Irak, Myanmar, Kambodscha, Osttimor und Syrien.

## Veröffentlichungen
- Een theehuis in de jungle: Reizen door Birma (1995)
- Smokkelwaar: Verhalen Uit Birma (1998)
- De erfenis van Matebian: een jaar op Oost-Timor (2000)
- Het huis van Khala: een familie in Bagdad (2004), auf Deutsch: Khalas Haus. Eine Familie überlebt in Bagdad, Freiburg 2006, ISBN 9783451292750
- Birma: land van geheimen (2009)
- Weblog Afghanistan (2011)